# Včela medonosná maltská
Včela medonosná maltská (Apis mellifera ruttneri) je poddruh včely medonosné, rozšířený na maltských ostrovech, které se nacházejí ve Středozemním moři. Produkce medu maltskou včelou pravděpodobně přispěla ke jménu ostrova, protože staří Řekové ostrov Malta nazývali Μελίτη (Melitē), což znamená „sladký med“.

## Původ
Poddruh včely maltské se vyvinul, když byly maltské ostrovy na konci poslední doby ledové odříznuty od Sicílie, patřil k linii včely tmavé, ale byl blíže příbuzný africkým liniím včel než evropským poddruhům.

## Charakter a chování
Včela je poměrně tmavé barvy a prokázala schopnost bránit se místním dravým vosám, což je chování uváděné také u příbuzných A. m. sicula, ale u importovaných vlašských včel nebyl pozorován. Bylo také pozorováno, že opouští úl v dobách nedostatku a produkuje velké množství matečníků před rojením (až 80).
Ve srovnávací studii na ostrově Malta mezi vlašskou a maltskou včelou vykazovaly maltské včely výrazně větší vitalitu (všechna maltská včelstva byla po 23 měsících stále naživu, zatímco všechna vlašská včelstva uhynula do jednoho roku) a odolnost (měřením hygienických pozorování  pomocí Pin Testu, maltská včela měla o 50 % lepší výsledky vůči roztoči Varroa destructor). Také produkovala více než trojnásobný výnosu medu, ve srovnání s vlašskou včelou během pozdní snůšky. Nicméně maltská včela byla pozorována jako agresivnější a méně klidná na plástech během prohlídek a zdálo se, že nadále ploduje a udržuje vyšší populaci včel během zimních měsíců.

## Historie
Poddruh je pojmenován v 90. letech 20. století po profesoru Friedrichu Ruttnerovi, odborníkovi na chov včelích matek a také na vnitrodruhovou taxonomii Apis mellifera. V té době byla včelstva dovážena ze zahraničí, aby se kompenzovaly ztráty včelstev. V roce 1997 byla pomocí analýzy DNA potvrzena jako samostatný poddruh, dříve se používala morfometrická analýza křídel. V roce 2022 bylo hlášeno, že 70 % maltských včelstev bylo zničeno orientálním sršněm. V únoru 2024 byla otevřena veřejná diskuze, která vedla k prohlášení maltské včely za národní hmyz na Maltě, což byla iniciativa, která byla navržená Nadací pro ochranu maltské včely medonosné.

## Nadace pro ochranu maltské včely medonosné
V roce 2022 byla založena nadace na pomoc při zachování a propagaci maltské včely. Organizace se zaměřuje na její uznání z hlediska udržitelného včelařství, ekologie a přírodního dědictví na Maltě: Podporuje výzkum, šlechtění a koordinuje různé subjekty zajímající se o ochranu maltské včely. Zdůrazňuje důležitost legislativy, která by ji chránila. Odmítají dovoz dalších včel na Maltu s tím, že maltská včela je křížená včelami cizích plemen dováženými na maltu. Zveřejnili dokument naznačující výhody chovu místních včel oproti zahraničním a v létě 2023 zveřejnili právní dokument týkající se maltských a evropských zákonů souvisejících s genetickou ochranou původní maltské včely.